# Gukkesbeurakjaure
Gukkesbeurakjaure är en sjö i Rana kommun och Sorsele kommun i Lappland och ingår i Ranas huvudavrinningsområde. Sjön har en area på 0,193 kvadratkilometer och ligger 704,4 meter över havet. Gukkesbeurakjaure ligger i Vindelfjällen Natura 2000-område.

## Delavrinningsområde
Gukkesbeurakjaure ingår i det delavrinningsområde (735061-147728) som SMHI kallar för Mynnar i Norge. Medelhöjden är −999 meter över havet och ytan är 36,22 kvadratkilometer. Det finns inga avrinningsområden uppströms utan avrinningsområdet är högsta punkten. Avrinningsområdets utflöde Bjoråga mynnar i havet. Avrinningsområdet består mestadels av öppen mark (81 procent) och kalfjäll (19 procent). Avrinningsområdet har 0,17 kvadratkilometer vattenytor vilket ger det en sjöprocent på 0,5 procent.